# Vrouwenkiesrecht in het Verenigd Koninkrijk
Vrouwenkiesrecht in het Verenigd Koninkrijk is het recht van vrouwen in het Verenigd Koninkrijk om bij verkiezingen te stemmen (actief kiesrecht) en verkozen te worden (passief kiesrecht). 

## Geschiedenis
Emmeline Pankhurst was in 1903 de stichter van de Britse suffragettebeweging Women's Social and Political Union (WSPU) samen met haar dochter Christabel Pankhurst. Suffragettes werden vaak als 'onvrouwelijk' bestempeld: dames behoorden zich niet zo gedragen, en zeker niet in de publieke ruimte (een mannendomein). Leden van de actiegroep  zetten grote demonstraties op. Groepen vrouwen ketenden zich bijvoorbeeld vast aan het hek van het parlementsgebouw of stichtten brandjes. Belangrijke brieven werden in brand gestoken en in de stembussen werd zuur gedaan zodat de stemmen onleesbaar werden. Om arrestaties uit te lokken gingen de demonstraties verder. Er werden zomaar winkelruiten ingegooid of gemeente-eigendom vernield. Vrouwen kwamen in de gevangenis en gingen uit protest in hongerstaking. Ze wilden dat de regering serieus ging praten over rechten van de vrouw. Ze kregen vaak het omgekeerde; er werd alleen maar opdracht gegeven aan de gevangenisbewaarders om de gevangenen gedwongen te voeren. Dwangvoeding was ook toen al een omstreden methode, die in het uiterste geval werd toegepast op gevangenen die niet wilsbekwaam waren. Een belangrijke suffragette, Emily Davison, stierf toen ze bij een paardenwedren de renbaan op liep en door het paard van de koning werd vertrapt.
Veel vrouwen keurden dit soort gedrag af en begonnen hun eigen groepering, de Britse National Union of Women's Suffrage Societies (NUWSS). Duizenden vrouwen namen deel aan vreedzame en georganiseerde demonstraties met spandoeken en liederen. Dit was vooral allemaal zo vreedzaam omdat vrouwen uit de arbeidersklasse zich het niet konden veroorloven om opgepakt te worden en naar de gevangenis te moeten, dan zouden zij hun gezin op het spel zetten. Maar zelfs deze demonstraties hadden weleens te maken met protest van tegenstanders of zelfs van de politie.
In 1907 werd de Women's Freedom League opgericht die tot 1961 campagne voerde voor vrouwenkiesrecht, pacifisme en seksuele gelijkheid. De organisatie werd opgericht door voormalige leden van de Women's Social and Political Union nadat de Pankhurst's hadden besloten te besturen zonder democratische steun van hun leden.
Op 6 februari 1914 werd de United Suffragists opgericht door voormalige leden en aanhangers van de Women's Social and Political Union. In tegenstelling tot de WSPU liet zij mannen toe, maar ook niet-militante suffragisten.